# 西穆里奇定居點考古遺址
西穆里奇定居點考古遺址（英語：Thimlich Ohinga Archaeological Site）是肯尼亚西部的一個考古遺址，位於尼扬扎省米戈利郡，在距離米戈利西北方46公里的一處緩坡。遺址內共有521個石造建築，推測可能建於16世纪，此定居點曾被用於人類居住和牲畜圈養。西穆里奇定居點是維多利亞湖周邊規模最大、保存最完好的古代定居點遺址，它是典型的維多利亞湖盆地古牧民建造的乾砌石牆例子。此定居點至二十世紀前半仍有居民，之後被廢棄而成為遺跡。
西穆里奇定居點考古遺址於2018年獲聯合國教科文組織通過成為世界遗产，為肯亞第7個世界遺產。世界遺產委員會指出，西穆里奇定居點考古遺址為保存最完整的大堡壘（盧歐語：Ohingni）遺址，此遺址紀錄了當時撒哈拉沙漠以南非洲地區的牧民遷徙和定居的重要歷程，包括居住模式、牲畜養殖和工藝實踐等。

## 詞源
英國東非歷史與考古研究所前所長內維爾·奇蒂克在1960年代記錄了該遺址，隨後1980年代肯亞國家博物館展開研究工作。過去該地區曾稱為利亞雷山谷（Liare Valley），1981年以新名稱「Thimlich Ohinga」在政府公報上登錄為肯亞國家紀念建築物，其名稱採用當地原住民卢奥族的稱呼。在盧歐語中，「Thimlich」為可怕的茂密森林，「Ohinga」為大堡壘。

## 歷史沿革
西穆里奇定居點考古遺址為維多利亞湖周邊的石造建築遺址中，規模最大的一處，共有521個石造建築。此遺址由乾砌石牆構成，推測可能建於16世紀，但目前對於確切的建造日期仍沒有定論。目前由歷史與考古研究得到的結論為，最初的建造者和後來的居民在此地畜牧，牛在經濟體系扮演重要角色。同時政治與社會組織，對於西穆里奇定居點和周圍防禦工事的建立發揮關鍵作用。
曾有多個族群在不同階段在此遺址定居，在尼罗-撒哈拉语系居民來此定居之前，曾有班图语支居民在此居住。這些居民可能說古西語、庫里亞語或是路亞語。來自乌干达、卢旺达、苏丹、蒲隆地的移民也曾穿越該地區，一部分人最終南下進入坦桑尼亚。在未知的原因下，原先在此定居點的居民遺棄此聚落，其他族群在15世纪和19世纪期間遷入該地區，修復並對於原先結構做部分改造。二十世紀前半，隨著殖民政府在此建立新秩序，此定居點被廢棄而成為遺跡。

## 建築結構
西穆里奇定居點考古遺址共有4個堡壘（Ohinga），分別名為科欽（Kochieng）、卡庫庫（Kakuku）、科凱奇（Koketch）、科洛奇（Koluoch），規模最大的科欽堡壘略呈圓形，直徑140公尺。西穆里奇定居點考古遺址的建築結構，與在此遺址南方約3,100公里的大津巴布韦有些類似，但西穆里奇定居點規模較小。兩個地點的建築均未使用砂漿和敷料黏合，因此需要特別的技法來確保結構穩定性。西穆里奇定居點與大辛巴威不同處，在於前者使用當地玄武岩製成、未塑形的鬆散石塊建造，後者的石塊則裁切成較整齊的形狀。
西穆里奇定居點的石牆厚約1公尺，高0.5至4.5公尺，在建築前沒有挖地基。牆以彎曲和之字形的方式堆疊，再穿插一些支撐結構來增加穩定性。尼扬扎省北部發現的類似圍牆還有其他特徵，包括石柱、石牆襯，大門有石製門楣和雕刻標記。此遺址的規模顯示，須由有組織、可調動勞動力與資源的組織才可建成，其由附近可取得的岩石作為材料，根據盧歐族口述歷史，石牆是為了防止野生動物、盜賊、敵對部落侵襲而建造，此處除了是一座防禦堡壘，還是一個經濟與宗教中心。
主要堡壘——科欽堡壘有三個入口，一個朝西，兩個朝東。堡壘內有六個坑房，圍牆東北側有一個遊憩區，那裏有一處在岩石上刻上凹槽用以玩播棋，當地人稱之為「ajua」。遺址內發現了用以研磨穀物的石頭、用以作為家禽、家畜的圍欄，飼養牛、羊、雞、珠雞。還有一座瞭望塔，在塔上可以看到整個堡壘與周邊情況。主堡旁還有較小的側堡，裡面有房屋、用餐區、畜欄與穀倉。另有一間打鐵店，有风箱、鐵製品與鐵渣。在遺址發現了一些貿易珠，表明該處是長程貿易網路的一部份。

## 世界遺產登錄
2018年6月至7月，第42屆「世界遺產委員會」會議於巴林首都麦纳麦召開，由肯亞申報的項目「西穆里奇聚落考古遺址」經大會通過，列入《世界遺產名錄》。
世界遺產委員會指出，Ohingni是16世纪至20世纪中葉在維多利亞湖盆地的一種獨特的聚落形式。西穆里奇定居點為保存最完整的Ohingni遺址，此遺址紀錄了當時撒哈拉沙漠以南非洲地區的牧民遷徙和定居的重要歷程，包括居住模式、牲畜養殖和工藝實踐等。
该世界遗产被认为满足世界遺產登錄基準中的以下基準而予以登錄：
- （iii）呈现有关现存或者已经消失的文化传统、文明的独特或稀有之证据。
- （iv）关于呈现人类历史重要阶段的建筑类型，或者建筑及技术的组合，或者景观上的卓越典范。
- （v）代表某一个或数个文化的人类传统聚落或土地使用，提供出色的典范－特别是因为难以抗拒的历史潮流而处于消灭危机的场合。

| 世界遺產編號 | 名稱                 | 所在地                       | 保護範圍 | 緩衝範圍 |
| ------------ | -------------------- | ---------------------------- | -------- | -------- |
| 1450         | 西穆里奇聚落考古遺址 | 0°53'28.817"S 34°19'33.985"E | 21公頃   | 33公頃   |